# Bibliothèque Jagger
La bibliothèque Jagger (anglais : Jagger Reading Room, anciennement appelée J. W. Jagger Linear Library et souvent abrégée en Jagger Library) est la principale salle de lecture des bibliothèques (en) de l'université du Cap.
Le bâtiment est construit dans les années 1930, et reçoit le nom de John William Jagger, un grand bienfaiteur des bibliothèques de l'université du Cap. Elle sert d'abord de bibliothèque principale, plus tard de centre de prêt temporaire et, entre 2000 et 2011, de salle de lecture pour la Bibliothèque d'études africaines.

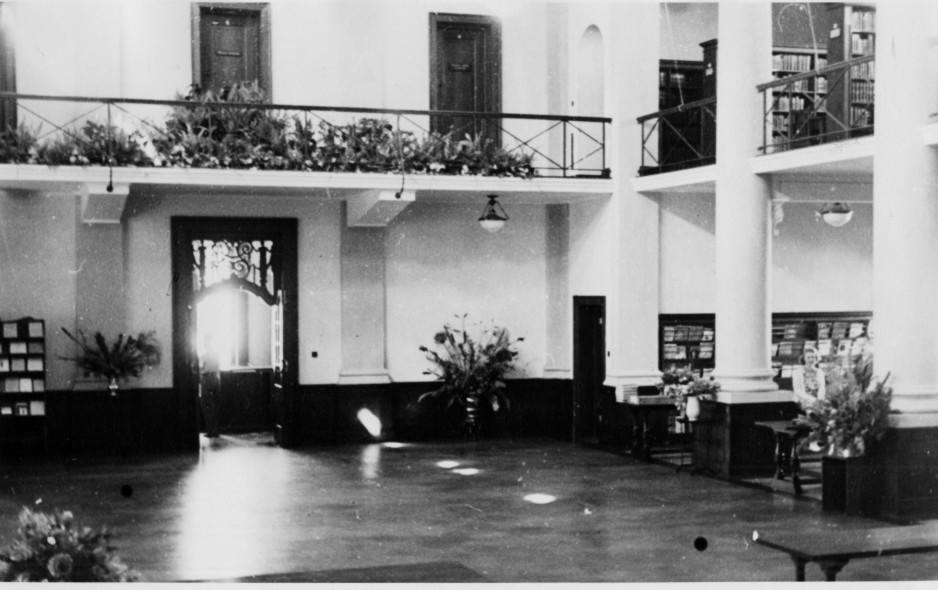
Entrée de la bibliothèque Jagger avec des décorations florales en 1947.

En 1980, la bibliothèque, qui fait partie d'un complexe de huit bibliothèques de l'université du Cap, est le siège du service de bibliothèque de l'université. À cette époque, il abrite 518 000 des 741 000 volumes disponibles dans le réseau des bibliothèques et peut accueillir 1 280 lecteurs dans ses salles de lecture.
En 2011, l'université lance un programme en vue de restaurer le hall principal de la bibliothèque Jagger dans son état d'origine. Les passerelles et les comptoirs placés dans les années 1960 et 1970 sont enlevés, et la salle repeinte, meublée et ses éléments d'origine restaurés.
La bibliothèque est partiellement détruite le 18 avril 2021 par l'incendie qui a pris naissance sur la montagne de la Table. Toutefois, le système anti-incendie empêche la destruction de l'entièreté de la collection.